# Ким Джун Хо (фехтовальщик)
Ким Джун Хо (кор. 김준호; род. 26 мая 1994, Хвасон, Кёнгидо) — южнокорейский фехтовальщик-саблист, чемпион летних Олимпийских игр 2020 в Токио в командной сабле.

## Биография и спортивная карьера
Родился 26 мая 1994 года в городе Хвасон, Южная Корея.
Фехтованием начал заниматься в седьмом классе средней школы города Хвасон. Хотя в начальной школе он играл в футбол, но в средней школе руководство учебного заведения поощряли заниматься фехтованием, при этом уделяя особое внимание сабле.
Ким Джун Хо является членом команды (клуба) Hwaseong City Hall. В клубе его тренер — Yang Dal-Sik, а в сборной Республики Корея тренером у него выступает Kim Hyung-Yeol.
По его словам, самыми главными людьми в его спортивной карьере были его бабушка и университетский тренер по фехтованию Ли Хё Кун.
Ким Джун Хо получил травму сухожилия левой стопы незадолго до чемпионата мира 2019 года в Будапеште (Венгрия). Несмотря на это, он принял участие в соревнованиях и помог сборной Кореи завоевать золото в командной сабле в Будапеште.

## Олимпиада 2020 в Токио
На Олимпийских играх в Токио Ким Джун Хо вместе с товарищами по команде О Сан Ук, Ким Джон Хван и Ку Бон Гиль в финальной схватке завоевали золотые медали, победив сборную Италии, в составе которой выступали Лука Куратоли, Луиджи Самеле, Энрико Берре и Альдо Монтано.

## Личная жизнь
Получил высшее образования на факультете физического воспитания Университета города Пусан.
В 2018 году Ким Джун Хо женился на своей девушке Ю Чон Хён.
В августе 2021 года Ким подписал контракт с Haewadal Entertainment.